# Taekwondo la Jocurile Olimpice de vară din 2020

Makuhari Messe

Probele sportive de taekwondo la Jocurile Olimpice de vară din 2020 s-au desfășurat în perioada 24-27 iulie 2021 la Tokyo.

## Calificări
Competiția de taekwondo de la aceste jocuri a avut un total de 128 de sportivi, 64 pentru fiecare sex, 16 în fiecare dintre cele opt categorii de greutate. Fiecare Comitet Olimpic Național a avut dreptul să înscrie până la un maxim de opt concurenți, patru din fiecare sex, pe baza clasamentul WTF olimpic, în așa fel încât un atlet per Comitet Național trebuie să fie printre primii șase în fiecare categorie de greutate. În cazul în care dintr-un Comitet Național va califica doar doi sportivi de sex masculin și de sex feminin, prin clasament, nu poate participa la turneul continental de calificare respectiv cu excepția cazului în care renunță la locurile obținute prin clasament. 
Patru locuri au fost rezervate pentru țara gazdă, Japonia, și alte patru au fost invitate de către o comisie tripartită. Cele 120 de locuri rămase sunt alocate printr-un proces de calificare în care sportivii își câștigă locul pentru comitetele naționale. 48 luptători taekwondo, 24 de fiecare sex și primii 6 din fiecare categorie de greutate, sunt eligibile pentru a concura prin clasamente olimpice ITTF, în timp ce restul prin cele cinci turnee de calificare continentale. 
În cazul în care un Comitet Național calificat printr-un turneu de calificare renunță la un loc cotă, aceasta va fi alocat națiunii atletului cel mai bine plasat în categoria de greutate al turneului respectiv, atât timp cât adăugarea locului nu depășește cota maximă pentru această națiune.

## Program
| Data →   | Sâm 25 | Dum 26 | Lun 27 | Mar 28 |
| Masculin | 58 kg  | 68 kg  | 80 kg  | +80 kg |
| Feminin  | 49 kg  | 57 kg  | 67 kg  | +67 kg |
| -------- | ------ | ------ | ------ | ------ |

## Rezultate

### Masculin
| Categorie                    | Aur                                 | Argint                                  | Bronz                            |
| Muscă (58 kg) Detalii        | Vito Dell'Aquila · Italia (ITA)     | Mohamed Khalil Jendoubi · Tunisia (TUN) | Jang Jun · Coreea de Sud (KOR)   |
| Muscă (58 kg) Detalii        | Vito Dell'Aquila · Italia (ITA)     | Mohamed Khalil Jendoubi · Tunisia (TUN) | Mikhail Artamonov (COR)          |
| Pană (68 kg) Detalii         | Ulugbek Rashitov · Uzbekistan (UZB) | Bradly Sinden · Marea Britanie (GBR)    | Hakan Reçber · Turcia (TUR)      |
| Pană (68 kg) Detalii         | Ulugbek Rashitov · Uzbekistan (UZB) | Bradly Sinden · Marea Britanie (GBR)    | Zhao Shuai · China (CHN)         |
| Semimijlocie (80 kg) Detalii | Maksim Khramtsov (COR)              | Saleh Al-Sharabaty · Iordania (JOR)     | Toni Kanaet · Croația (CRO)      |
| Semimijlocie (80 kg) Detalii | Maksim Khramtsov (COR)              | Saleh Al-Sharabaty · Iordania (JOR)     | Seif Eissa · Egipt (EGY)         |
| Grea (+80 kg) Detalii        | Vladislav Larin (COR)               | Dejan Georgievski · Macedonia (MKD)     | In Kyo-don · Coreea de Sud (KOR) |
| Grea (+80 kg) Detalii        | Vladislav Larin (COR)               | Dejan Georgievski · Macedonia (MKD)     | Rafael Alba · Cuba (CUB)         |

### Feminin
| Categorie                    | Aur                                                   | Argint                                 | Bronz                                 |
| Muscă (49 kg) Detalii        | Panipak Wongpattanakit · Thailanda (THA)              | Adriana Cerezo · Spania (ESP)          | Tijana Bogdanović · Serbia (SRB)      |
| Muscă (49 kg) Detalii        | Panipak Wongpattanakit · Thailanda (THA)              | Adriana Cerezo · Spania (ESP)          | Avishag Semberg · Israel (ISR)        |
| Pană (57 kg) Detalii         | Anastasija Zolotic · Statele Unite ale Americii (USA) | Tatiana Minina (COR)                   | Lo Chia-ling · Taipeiul Chinez (TPE)  |
| Pană (57 kg) Detalii         | Anastasija Zolotic · Statele Unite ale Americii (USA) | Tatiana Minina (COR)                   | Hatice Kübra İlgün · Turcia (TUR)     |
| Semimijlocie (67 kg) Detalii | Matea Jelić · Croația (CRO)                           | Lauren Williams · Marea Britanie (GBR) | Ruth Gbagbi · Coasta de Fildeș (CIV)  |
| Semimijlocie (67 kg) Detalii | Matea Jelić · Croația (CRO)                           | Lauren Williams · Marea Britanie (GBR) | Hedaya Wahba · Egipt (EGY)            |
| Grea (+67 kg) Detalii        | Milica Mandić · Serbia (SRB)                          | Lee Da-bin · Coreea de Sud (KOR)       | Althéa Laurin · Franța (FRA)          |
| Grea (+67 kg) Detalii        | Milica Mandić · Serbia (SRB)                          | Lee Da-bin · Coreea de Sud (KOR)       | Bianca Walkden · Marea Britanie (GBR) |